# プレミアリザーブリーグ
プレミアリザーブリーグはプレミアリーグに出場できない選手が参加するいわゆる下部リーグ。日本ではJサテライトリーグに相当する。リーグはノースディビジョンとサウスディビジョンに分かれている。プレミアリーグ所属クラブの全てが参加しているわけではなく、2011－12シーズンではノース・サウスとも各8チームずつが参加していた。
2011－12シーズンで終了し、後継には当リーグとプレミアアカデミーリーグ、フットボールコンビネーションを統合し、U-21プレミアリーグとなった。

## 歴代優勝クラブ
| シーズン | ノースディビジョン                     | サウスディビジョン                     | プレーオフ優勝チーム                   |
| -------- | -------------------------------------- | -------------------------------------- | -------------------------------------- |
| 1999-00  | リバプール・リザーブ                   | ダービー・カウンティ・リザーブ         |                                        |
| 2000-01  | エヴァートン・リザーブ                 | ダービー・カウンティ・リザーブ         |                                        |
| 2001-02  | マンチェスター・ユナイテッド・リザーブ | イプスウィッチ・タウン・リザーブ       |                                        |
| 2002-03  | サンダーランド・リザーブ               | ワトフォード・リザーブ                 |                                        |
| 2003-04  | アストン・ヴィラ・リザーブ             | チャールトン・アスレティック・リザーブ |                                        |
| 2004-05  | マンチェスター・ユナイテッド・リザーブ | チャールトン・アスレティック・リザーブ | マンチェスター・ユナイテッド・リザーブ |
| 2005-06  | マンチェスター・ユナイテッド・リザーブ | トッテナム・ホットスパー・リザーブ     | マンチェスター・ユナイテッド・リザーブ |
| 2006-07  | ボルトン・リザーブ                     | レディング・リザーブ                   | レディング・リザーブ                   |
| 2007-08  | リヴァプール・リザーブ                 | アストン・ヴィラ・リザーブ             | リヴァプール・リザーブ                 |
| 2008-09  | サンダーランド・リザーブ               | アストン・ヴィラ・リザーブ             | アストン・ヴィラ・リザーブ             |
| 2009-10  | マンチェスター・ユナイテッド・リザーブ | アストン・ヴィラ・リザーブ             | マンチェスター・ユナイテッド・リザーブ |
| 2010-11  | ブラックバーン・ローヴァーズ・リザーブ | チェルシー・リザーブ                   | チェルシー・リザーブ                   |
| 2011-12  | マンチェスター・ユナイテッド・リザーブ | アストン・ヴィラ・リザーブ             | マンチェスター・ユナイテッド・リザーブ |

## 関連記事
- USLプレミアデベロップメントリーグ
- Jサテライトリーグ